# Jacob Pach

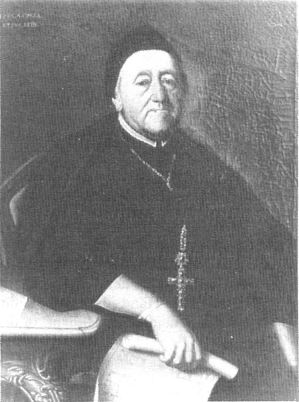
Jacob Pach als Abt mit Bauplan, Porträt in Kremsmünster (1774)

Jacob Leopold Pach (* 14. November 1711 in Erlach, Oberösterreich; † 30. September 1791 im Stift Kremsmünster, Oberösterreich) war der letzte Abt des Stiftes Klein-Mariazell.

## Leben
Jacob Pach wurde in Erlach im Hausruckviertel (Pfarre Kallham) als Sohn des Gastwirts des Schlosses Erlach, Paul Pach, und seiner Frau Barbara Haydinger geboren. Er wurde auf die Namen Leopold Sigismund Laurentius getauft. Als Einzelkind bekam er die Möglichkeit, die humanistischen Studien in Passau zu absolvieren und Philosophie in Linz zu studieren. Daraufhin begann er das Studium der Theologie in Salzburg. Er wurde am 7. November 1733 als Frater Jacobus ins Noviziat des Stiftes Kremsmünster aufgenommen. Am 8. November 1734 legte er die Profess ab. Anschließend wurde er nach Salzburg geschickt, wo er sein Theologiestudium vollendete und ab 1737 zusätzlich Mathematik und Zivilarchitektur studierte. Zwei Jahre später wurde er zum Priester geweiht. Seine Primiz feierte er am 1. Januar 1740. 1741 wurde er in der hausinternen Lehranstalt zum Professor der Philosophie ernannt, in der er bis 1745 Logik, Physik und Metaphysik unterrichtete. Von 1745 bis 1747 wirkte er als Regens der Ritterakademie und als Professor der Moraltheologie, war 1747 zur Erholung in Adlwang und von 1748 bis 1752 Spiritual im Benediktinerinnenkloster Niedernburg in Passau.
Am 8. Oktober 1752 wurde er vom Klein-Mariazeller Konvent zum Abt und am 15. Oktober 1752 durch den Wiener Weihbischof Franz X. Anton Marxer benediziert. Er verfolgte seine Ziele äußerst konsequent, jedoch mit übertriebenem Eigensinn, was zu zahlreichen Konflikten mit seinen Mönchen führte. Diese Vorgangsweise bewahrte das Kloster aber vor dem finanziellen Ruin. Er missachtete zahlreiche Verordnungen in staatskirchenrechtlichen Angelegenheiten. Für den Weiterbestand des Klosters erwarb er sich zwar große Verdienste – er verringerte die Schuldenlast, förderte die klösterliche Disziplin, erneuerte die Klostergebäude und barockisierte die Stiftskirche – doch innerhalb der Klostergemeinschaft kam es häufig zu Konflikten. Gegenüber Gästen achtete er sehr auf die benediktinische Gastfreundschaft. Am Ende seiner Regierung – er war immerhin um die 70 Jahre alt und gesundheitlich angegriffen – dürfte er nicht mehr die Kraft gehabt haben, auf die Disziplin im Konvent zu achten. Sein Hang zur Wirtschaft ließ ihn die geistliche Leitung der Gemeinschaft immer mehr vernachlässigen.
Nach der relativ frühen Aufhebung des Stiftes Kleinmariazell am 5. November 1782 hielt Pach sich bis Jänner 1786 im Stift Melk auf. Anschließend kehrte er in sein Professkloster Kremsmünster zurück, wo er am 30. September 1791 starb. Sein Totenkopf befindet sich in der Friedhofskapelle des Pfarrfriedhofes von Kremsmünster.